# Bahnstrecke Callao–Lima
| Callao–Lima                           | Callao–Lima          |
| ------------------------------------- | -------------------- |
| Rangierlokomotive im Hafen von Callao |                      |
| Streckenlänge:                        | 13 km                |
| Spurweite:                            | 1435 mm (Normalspur) |
|                                       |                      |

Die Bahnstrecke Callao–Lima war die erste Bahnstrecke in Peru. Sie ging 1851 in Betrieb.

## Geschichte
Bereits 1826 stellte ein in Lima ansässiger britischer Unternehmer bei der peruanischen Regierung den Antrag zum Bau einer Eisenbahn zwischen der Hafenstadt Callao am Pazifik und der etwas landeinwärts gelegenen Hauptstadt Lima. Das wurde abgelehnt.1845 oder 1847 unternahmen – wiederum britische – Unternehmer erneut den Versuch, das Projekt anzugehen. Diesmal scheiterte es daran, dass sie die staatlicherseits geforderte Kaution nicht aufbringen konnten. 1848 erhielten dann zwei peruanische Geschäftsleute die erforderliche Konzession und begannen 1849 mit dem Bau. Der Widerstand in der Bevölkerung gegen dieses „Teufelswerk“ war erheblich: Es kam zu Ausschreitungen, bei denen auch das Büro der Eisenbahngesellschaft zerstört wurde, und erst das Einschreiten der Polizei sicherte den Weiterbau. Am 17. Mai 1851 konnte die Strecke eröffnet werden. Es war nicht nur die erste Eisenbahn in Peru, sondern auch die zweite in ganz Süd- und Mittelamerika.
Die Bezeichnungen, unter denen die Bahn verkehrte, wechselten mehrmals: English Railway, Ferrocarril de Lima, Callao & Chorillos [sic], Lima Railway Ltd. und Lima & Callao Railway. Spätestens 1865 befand sich die Bahn im Eigentum einer britischen Investorengruppe.
1858 wurde die Strecke in südliche Richtung bis Chorrillos verlängert.

## Infrastruktur
Die Strecke wurde in Normalspur errichtet und war 13 km lang. Als erster Bahnhof in Lima diente das ehemalige Kloster San Juan de Dios. Die Strecke wurde 1906 elektrifiziert, als sich die Empresas Eléctricas Associados – Lima Light, Power & Tramways Company daran beteiligte, die sie in das ihr gehörende Straßenbahnnetz von Lima eingliederte und die Strecke in der Folgezeit hauptsächlich für den Güterverkehr nutzte. 1934 verkaufte die Gesellschaft die Strecke an die Peruvian Corporation, die Muttergesellschaft der Peruanischen Zentralbahn. Da die Zentralbahn eine eigene Strecke zwischen Lima und Callao betrieb, wurde die Bahnstrecke Callao–Lima stillgelegt, 1938/39 zurückgebaut und die Grundstücke der Trasse verkauft.

## Fahrzeuge
Die Dampflokomotive, die den Eröffnungszug zog, war die Callao, gebaut von Robert Stephenson. Auch die übrigen Lokomotiven der Bahn kamen in der Regel aus Großbritannien, während die Personenwagen mehrheitlich aus den USA bezogen wurden und den dort üblichen Großraumwagen mit Endplattformen und je zwei zweiachsigen Drehgestellen entsprachen. 1882 waren die Gesellschaft im Besitz von 17 Lokomotiven und 36 Eisenbahnwagen.